# Urmi Basu
Urmi Basu é uma activista indiana que luta pela protecção das trabalhadoras do sexo em Calcutá. Em 2019 ela recebeu o Nari Shakti Puraskar - o maior prémio para mulheres na Índia.

## Vida

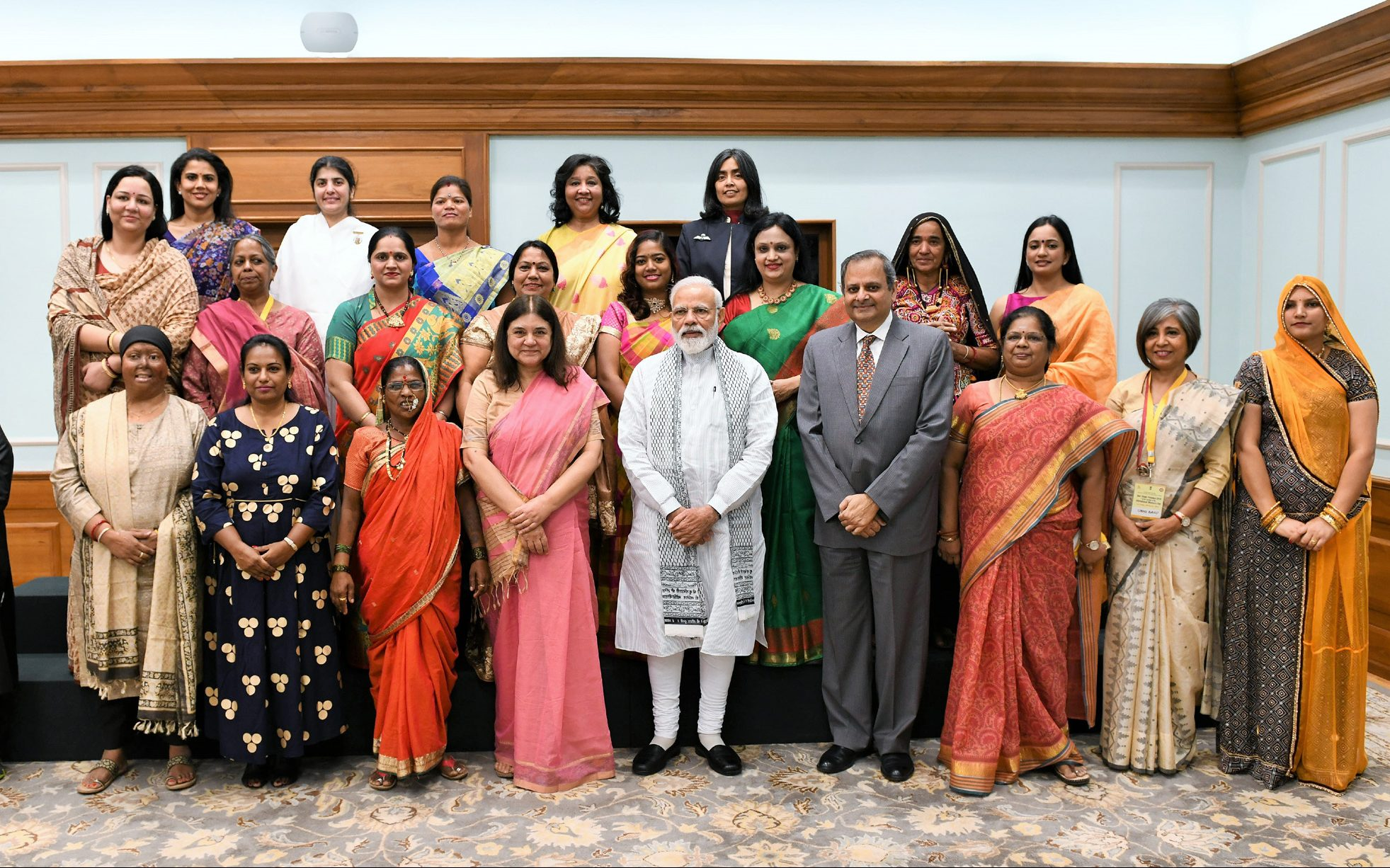
Os premiados Nari Shakti Puraskar

Basu nasceu em Calcutá. Em 2000 ela fundou a organização "New Light" que cuida de profissionais do sexo em Calcutá. Ela usou os seus próprios fundos para criar a organização. Foi dito que deixou o seu segundo marido quando ele não apoiava o seu trabalho. A base da New Light tem uma creche e permite que as mulheres fiquem lá no abrigo nocturno. Ela está preocupada com a prostituição transgeracional, 90% das filhas de profissionais do sexo seguem as mães para a prostituição a partir de uma idade média de treze anos.
Em 2012 ela e a sua organização foram destaque num filme americano (PBS) intitulado "Half the Sky: Turning Oppression into Opportunity for Women Worldwide". Foi um documentário de quatro horas que estreou na PBS em outubro de 2012.
Ela recebeu o prémio Nari Shakti Puraskar no Dia Internacional da Mulher em 2019. O prémio "2018" foi entregue no Palácio Presidencial pelo Presidente da Índia. O primeiro-ministro Narendra Modi esteva presente.